# Degrees of General Hardness
Degrees of General Hardness, acronimo dGH, è una unità di misura della durezza dell'acqua, specificatamente per la durezza generica dell'acqua. È la misura della concentrazione di ioni bivalenti metallici come calcio e magnesio (Ca2+, Mg2+) per volume di acqua. Specificatamente, 1 dGH è definito come 10 milligrammi (mg) di ossido di calcio (CaO) per litro di acqua, che equivale a 0,17832 mmol per litro di ioni elementari di calcio e/o magnesio, dato che CaO ha una massa molare di 56,0778 g/mol.
Nei test dell'acqua, strisce di carta misurano spesso la durezza in ppm, dove una parte per milione è definita come un milligrammo di carbonato di calcio (CaCO3) per litro di acqua. Conseguentemente, 1 dGH corrisponde a 17,848 ppm, dato che CaCO3 ha una massa molare di 100,0875 g/mol.